# 2. front čínské Rudé armády
2. front čínské Rudé armády, plným názvem 2. front Čínské dělnicko-rolnické rudé armády (čínsky v českém přepisu Čung-kuo kung-nung chung-ťün Ti-er fang-mien-ťün, pchin-jinem Zhōngguó gōngnóng hóngjūn Dìèr fāngmiànjūn, znaky zjednodušené 中国工农红军第二方面军, tradiční 中國工農红軍第二方面軍) byla vojenská jednotka čínské Rudé armády, ozbrojených sil Komunistické strany Číny, v letech 1934–1937 bojující v občanské válce v Číně.

## Historie
Koncem 20. let působily na západě čínské provincie Chu-nan komunistické oddíly sjednocené do 4. armády (vedené Che Lungem) a 6. armády (v čele s Sü Kuang-taem a Čou I-čchünem). V květnu 1930 se dotyčné armády sloučily do 2. sboru o 16 tisících mužů, jehož velení převzal Che Lung. V létě 1930 se sbor účastnil pokusu komunistických sil v Chu-nanu o dobytí Čchang-ša, hlavního města provincie, v neúspěšných bojích sbor ztratil tři čtvrtiny vojáků. Na ústupu od Čchang-ša a ve druhé polovině roku sbor utrpěl další porážky.
V březnu 1931 ke sboru přibyl Sia Si (kandidát ÚV KS Číny), který jako komisař sboru a stranický tajemník sovětské oblasti západní Chu-nan-Chu-pej převzal celkové řízení sborem ovládaného regionu. Sbor postupně obnovil síly, v lednu 1932 se novým komisařem sboru stal Kuan Siang-jing, a v dubnu 1932 měl sbor už 30 tisíc mužů, se kterými porazil kuomintagské síly, které na něj útočily v rámci třetí obkličovací kampaně. Během reorganizace komunistických vojsk byl přejmenován na 3. sbor, ve druhé půli roku utrpěl porážku od kuomintangských vojsk, ustoupil do provincie S’-čchuan a pak na jih Šen-si, ale minul se s komunistickým 4. frontem a koncem prosince 1932 se vrátil do západního Chu-nanu, nyní pouze s 10 tisíci muži. Začátkem roku 1934 byl reorganizován v 2. sbor o třech divizích, přičemž měl necelých 6 tisíc mužů.
V červnu 1934 6. sbor čínské Rudé armády o 9 tisících mužů (velitel Siao Kche, komisař Wang Čen, celkové vedení člen politbyra Žen Pi-š’) unikl ze západního pohraničí provincie Ťiang-si na západ do Chu-nanu a v srpnu 1934 se spojil s Che Lungovým 2. sborem do 2. frontu čínské Rudé armády pod velením Che Lunga. Do dubna 1935 2. front zesílil na 25 tisíc mužů. Frontu velel Che Lung; komisařem byl zprvu Žen Pi-š’, od října 1936 Kuan Siang-jing; náčelníkem štábu Li Ta, pak od října 1936 Čou Š’-ti.
V listopadu 1935 se – pod tlakem vojsk Kuomintangu – vydal na Dlouhý pochod cestou 1. frontu, během 8 měsíců pochodu ztratil polovinu sil. V červnu 36 se v Lej-po spojil se 4. frontem. V červenci 1936 vyrazil na sever k 1. frontu. V říjnu 1936 se setkal s prvními oddíly 1. frontu (v Kan-su), v listopadu dosáhl sovětské oblasti v Šen-si, 2. front měl tehdy 10 tisíc mužů. Che Lung pak krátce studoval na Antijaponské univerzitě a ve velení 2. frontu ho nahradil Siao Kche.
Po reorganizaci komunistických vojsk roku 1937 bývalé jednotky 2. frontu tvořily základ 120. divize 8. pochodové armády (velitel Che Lung) – z 2. sboru vznikla 358. brigáda, ze 6. sboru 359. brigáda, kromě nich byly do 120. divize začleněny vojáci dosavadní 15. armády (což byly místní šensijské oddíly seskupené do 26. a 27. sboru plus 25. sbor, který sestával z jednotek 4. frontu, které původně nevydaly na Dlouhý pochod).